# Roscoe (Texas)
Roscoe es una ciudad ubicada en el condado de Nolan en el estado estadounidense de Texas. En el Censo de 2010 tenía una población de 1322 habitantes y una densidad poblacional de 218,79 personas por km².

## Geografía
Roscoe se encuentra ubicada en las coordenadas 32°26′26″N 100°32′12″O / 32.44056, -100.53667. Según la Oficina del Censo de los Estados Unidos, Roscoe tiene una superficie total de 6.04 km², de la cual 6.04 km² corresponden a tierra firme y (0%) 0 km² es agua.

## Demografía
Según el censo de 2010, había 1322 personas residiendo en Roscoe. La densidad de población era de 218,79 hab./km². De los 1322 habitantes, Roscoe estaba compuesto por el 78.82% blancos, el 1.82% eran afroamericanos, el 1.29% eran amerindios, el 0% eran asiáticos, el 0% eran isleños del Pacífico, el 15.89% eran de otras razas y el 2.19% pertenecían a dos o más razas. Del total de la población el 42.89% eran hispanos o latinos de cualquier raza.